# 舒博·斯特恩斯
舒博·斯特恩斯（Shubal Stearns；有時會拼寫成Shubael；1706年1月28日—1771年11月20日），是大覺醒運動期間一位殖民的福音使者及佈道者。他在聽了喬治·懷特腓的信息後，有了轉變。在北卡羅來納州不倫瑞克縣的沙溪建立了一個浸信會教會，斯特恩斯非常成功的傳道事工是關於獨立浸信會的興起和擴張，尤其是在美國南部，今天的浸信會信仰主要是由美國南方廣大人民所維持。

## 生平
斯特恩斯出生在美國波士頓，九歲時跟著家人搬到康乃迪克州Tolland鎮。他在1726年跟Sarah Johnson結婚，兩人沒有生育小孩。

當在1745年他聽到福音宣教士喬治·懷特腓時，他的家人是康乃迪克州Tolland鎮公理教會的成員。喬治·懷特腓的主張乃是，與其試圖改革公理教會在教義上的問題，不如將成員從中分開，因此他的追隨者被稱為是“新燈(New-Lights)”。斯特恩斯受其影響而有所轉變，成為一個牧師，並採用了大覺醒運動在復興和轉化上的看法。“新燈”也被稱為“分別的”，部分原因是他們指著哥林多後書6:17“與他們分別”，也就是從主流的“老燈(Old Light)”公理教會分別出來。
在1751年，斯特恩斯的教會參與到洗禮主題的爭論當中，斯特恩斯選擇拒絕嬰兒的洗禮。他由康乃迪克州 Stonington鎮的浸信會牧師Wait Palmer施行浸禮。該年三月，斯特恩斯被康乃迪克州新倫敦縣的牧師Palmer和Joshua Morse，按立為牧師。他的教會“分別的”所形成的浸信會，從此被稱為獨立浸信會。
1754年，斯特恩斯和他的一些追隨者南移到維吉尼亞州的 Opequon，當時在西部邊境。在那裡，他加入了Daniel Marshall和他妻子Martha（斯特恩斯的妹妹），那對夫妻當時已經活躍於當地的浸信會教堂。在維吉尼亞州 的短暫期間，斯特恩斯和Marshall以極大的熱情宣揚福音，他們甚至被一些中堅分子指責為“失序的牧者”，這樣的抱怨還被投訴到了費城協會，只是還好這個指控之後被駁回了。
在1755年11月22日，斯特恩斯一行人再往南移動到北卡羅來納州不倫瑞克縣的沙溪建立了一個新的教會。這群人由8個男人和他們的妻子組成，大多是斯特恩斯的親戚。他待在沙溪牧養，一直到他去世為止。從那裡，獨立浸信會在南方蔓延。教會從16名成員迅速增長到606人。[3]教會的成員接續轉移到其他地區，並開始了其他的教會。
1758年沙溪協會成立了。一個浸信會牧師Morgan Edwards在斯特恩斯死後的那年造訪了沙溪，當時記錄著說，在這17年來，沙溪已經蔓延其分支，向西遠至密士失必河，向南至喬治亞州，向東到海和Chesopeck灣，向北到Pottowmack的水域。它，在這17年，更是成為42所教堂的母親、祖母乃至曾祖母，並從這當中產生了125位牧師。“根據那些記得他的人的見證，Edwards描述斯特恩斯是個熱切並兼具魅力的佈道家，能對他的會眾激發出最強烈的情緒。
斯特恩斯的講道並沒有被記錄下來。他的中心主題乃在於講述並討論基督徒需要從內部被“重生”。一開始在北卡羅萊納州的會友發現這是一個難以理解的概念，他們從來沒有想過自己的宗教除了外在的部分的其他地方。
但是，斯特恩斯的講道風格以及強調內在的轉變，對美國 南方的信仰是非常重要的。他成了許多其他牧者的典範，他們試圖模仿他，甚至連手勢或講話抑揚頓挫的細節都涵蓋在內。斯特恩斯相信上帝用祂的靈如水澆灌在一個新的信徒身上，並不需要特別的學習或指示，而這個向外澆灌很快地就如同洪水一般，從沙溪傳遍了南部邊境的各個部位。

## 外部連結
- Shubal Stearns and the Separate Baptist Tradition （页面存档备份，存于）